# Офф-Бродвей
Офф-Бродвей (англ. Off-Broadway, в пер. — вне Бродвея) — профессиональный театральный термин, которым обозначаются расположенные в Нью-Йорке сценические площадки вместимостью от 100 до 499 зрителей. По своим размерам эти театры меньше бродвейских.
В конце 1940-х годов в связи с растущей коммерциализацией Бродвея и его ориентацией на вкусы массового зрителя в Нью-Йорке начали появляться театры с альтернативной направленностью репертуара. Такие театры стали называть «офф-бродвейскими» (или «внебродвейскими»), а единое направление, сформированное ими, — офф-Бродвеем. В 1949 году была основана Лига офф-бродвейских театров, примерно в это же время профсоюз актёров США разработал для таких театров особый вид контракта.
В 1950-е годы офф-Бродвей переживает расцвет: по словам одного из журналистов, «Бродвей сейчас больше похож на витрину магазина, чем на экспериментальную мастерскую. Самое интересное сегодня ставится вне Бродвея и изредка „вторым экраном“ переходит на Бродвей». В это время на сценах офф-бродвейских театров ставились пьесы современных драматургов, затрагивавших острые социальные или философские проблемы (Т. Уильямс, Э. Олби, П. Гудмен, Ж.-П. Сартр, Б. Брехт и др.). Среди наиболее известных театров данного направления следует назвать «Круг в квадрате», «Ливинг Театр» и «Актёрскую студию».
В 1960-е годы реализация концепции офф-Бродвея фактически прекратилась. Из-за финансовых проблем снизилось количество постановок, а цены на билеты, напротив, поднялись, что привело к стиранию границы между коммерческими и некоммерческими театрами и к превращению офф-Бродвея во второй Бродвей. Однако при этом внебродвейский театр сохранил некоторые свои особенности, в том числе обусловленные небольшой вместимостью залов и акцентом на репертуар «альтернативной» направленности.